# Єдлець
Єдлець (пол. Jedlec) — село в Польщі, у гміні Голухув Плешевського повіту Великопольського воєводства.
Населення — 735 осіб (2011).
У 1975-1998 роках село належало до Каліського воєводства.

## Демографія
Демографічна структура станом на 31 березня 2011 року:
|          | Загалом | Допрацездатний вік | Працездатний вік | Постпрацездатний вік |
| -------- | ------- | ------------------ | ---------------- | -------------------- |
| Чоловіки | 369     | 74                 | 262              | 33                   |
| Жінки    | 366     | 90                 | 202              | 74                   |
| Разом    | 735     | 164                | 464              | 107                  |